# 삼각강
삼각강(三角江, estuary)는 하천의 하구에서 볼 수 있는 지형이다. 영어명 그대로 에스추어리로도 불린다.
삼각강은 평야를 흐르는 하천의 하구 부분이 침수해 생긴 삼각형 모양의 만이다. 수심이 깊기 때문에 천연의 좋은 항구가 되기 쉽다. 이와 같이 수심이 깊은 천연의 양항(良港)이 형성되는 예로서는 리아스식 해안과 피오르가 있지만 이것들은 배후지가 산지이기 때문에 많은 경우에 만안으로 형성되는 취락은 소규모의 어촌이고 만에는 어항(漁港)이 생기기 쉽다. 이에 반해 삼각강의 경우는 광대한 평야가 배후지이기 때문에 대도시가 형성되고 만 안쪽이나 만안에 규모가 큰 무역항이 만들어지기 쉽다.

## 삼각강을 형성하는 강
하구에서 삼각강을 형성하고 있는 강으로는 다음이 있다. 만안·만 안쪽에 대규모 항만이나 도시가 형성되고 있는 것에 대해서는 그 도시명을 괄호내에 적는다.
- 장강(상하이시)
- 오비강
- 라인강(로테르담)
- 템즈강(런던)
- 머지강(리버풀)
- 엘베강(함부르크)
- 센강(르아브르)
- 루아르강(낭트)
- 가론강, 지롱드강(보르도)
- 아마존강(마카파)
- 라플라타강(부에노스아이레스·라플라타·몬테비데오)
- 오리노코강
- 세인트로렌스강(퀘벡)
- 첸탕강(항저우시)

## 같이 보기
- 하구
- 삼각주
- 피오르
- 항구
- 해일